# 104 (getal)
104 is het natuurlijke getal volgend op 103 en voorafgaand aan 105.

## Overig
104 is ook:
- het jaar 104 v.Chr. of het jaar 104
- het aantal Korinthische zuilen in de tempel van de Olympische Zeus, de grootste tempel in Griekenland, ooit gebouwd.
- het aantal symfonieën, geschreven door Joseph Haydn.
- het aantal graden Fahrenheit dat overeenkomt met 40 graden Celsius
- het atoomnummer van het scheikundig element Rutherfordium (Rf)
- een waarde uit de E-reeks E192